# Pipunculus abnormis
Pipunculus abnormis är en tvåvingeart som beskrevs av Skevington 1998. Pipunculus abnormis ingår i släktet Pipunculus och familjen ögonflugor. Inga underarter finns listade i Catalogue of Life.